# Дунаев, Пётр Михайлович
Пётр Миха́йлович Дуна́ев (8 сентября 1925, Красное, Тамбовская губерния — 6 апреля 2017, Москва) — советский и российский журналист, публицист, корреспондент газеты «Труд». Автор и составитель книг и публикаций о неизвестных героях Великой Отечественной войны. В результате его работы 28 погибших героев навечно зачислены в списки действующих ракетных полков Вооружённых сил СССР и России, а двоим восстановлено высокое звание.
Участник Великой Отечественной войны. В послевоенные годы служил в Главном штабе Ракетных войск стратегического назначения, затем — старшим референтом в Группе генеральных инспекторов Министерства обороны СССР. Полковник запаса.

## Биография
Родился 8 сентября 1925 года в селе Красное (ныне — центр Краснинского района Липецкой области). Окончил сельскую школу. В 1940 году вступил в комсомол.
С началом Великой Отечественной войны комсомолец Пётр Дунаев работал в государственном учреждении. В РККА — с октября 1942 года (призван Краснинским РВК), курсант Ярославского миномётно-пулемётного училища. С июля 1943 года — на фронтах Великой Отечественной войны. Воевал в пехоте и артиллерии на Брянском (июль — октябрь 1943), 2-м Прибалтийском (октябрь 1943 — январь 1944), затем на 3-м Украинском (май 1945) фронтах. Лично подбил из 57-мм орудия три немецких танка. Был дважды ранен, в частности тяжело ранен после освобождения города Орла в сентябре 1943 года.
День Победы командир пулемётного взвода 956-го стрелкового полка 299-й стрелковой дивизии младший лейтенант П. М. Дунаев встретил в австрийских Альпах, в городе Грац.
После войны хотел осуществить свою юношескую мечту — стать геологом, но выбрал карьеру военного. Получил высшее военное и высшее историческое образование (окончил Военную академию им. Фрунзе в Москве). Служил в Главном штабе ракетных войск стратегического назначения, затем 18 лет работал старшим референтом в Группе генеральных инспекторов Министерства обороны СССР. По сведениям писателя-историка А. В. Тимофеева, «энергичный и исполнительный, обладатель сильного безбоязненного характера, П. М. Дунаев пользовался в Группе уважением, входил вместе с маршалами и генералами в партбюро. Военачальники видели в нём собрата-фронтовика из самого юного поколения войны». Полковник запаса.
Занимался восстановлением истории забытых и неизвестных подвигов советских солдат в годы Великой Отечественной войны:

С годами его работа вышла за служебные рамки. Дунаев добровольно принял на душу тяжкую, но благородную ношу — отстаивать честь фронтовиков, несправедливо оскорблённых, оклевётанных. … Пётр Васильевич работал с документами ночами, в выходные дни, во время отпуска. Как одержимый, он стучался в разные кабинеты, пробивая бюрократические преграды, частоколы инструкций, а то и человеческую чёрствость, равнодушие.

В результате его исследовательской работы 28 погибших героев навечно зачислены в списки действующих ракетных полков Вооружённых сил СССР и России. В частности, благодаря его стараниям было возвращено звание Героя Советского Союза В. А. Сапрыкину, посмертно удостоен звания Героя России танкист Ф. Г. Ганус, а средней школе села Красное присвоено имя радиста-подпольщика С. И. Руднева.

Однажды полковник Дунаев вошёл в кабинет высокого чиновника, положил на стол папку с бумагами и жёстко сказал: «Я собрал все доказательства того, что мой земляк комбат Сапрыкин не был предателем. На основании этого прошу вернуть ему звание Героя Советского Союза. Если Вы и сейчас откажетесь рассмотреть дело, мне останется только подложить мину под ваше кресло…». «Не забывайтесь, полковник, Вы не на фронте! — крикнул чиновник. — И вообще, кто, собственно, уполномочил Вас на эту работу?». «Мёртвые», — отрезал Дунаев.

Также П. М. Дунаев помогал многим оставшимся в живых ветеранам с получением наград, затерявшихся в архивных бумагах, поддерживал их в сложных житейских обстоятельствах. Автор и составитель книг и публикаций о неизвестных героях Великой Отечественной войны. В течение нескольких лет П. М. Дунаев, хранитель архива генерала армии А. В. Горбатова, подготовил к печати полное издание его мемуаров «Годы и войны». Работал корреспондентом газеты «Труд».
Умер 6 апреля 2017 года в Москве; 8 апреля похоронен на Митинском кладбище.

## Награды и звания
22 государственных награды СССР, в том числе:
- орден Отечественной войны I степени (11 марта 1985[10])
- орден Красной Звезды (7 июня 1945[3])

Почётный гражданин Краснинского района.

## Документы
- Дунаев Пётр Михайлович (род. 1925), полковник Советской Армии, историк, участник Великой Отечественной войны. ЦМАМЛС, Ф. 285.